# Olympische Sommerspiele 2020/Taekwondo
Bei den Olympischen Spielen 2020 in Tokio wurden vom 24. bis 27. Juli 2021 in der Makuhari Messe in Chiba insgesamt acht Wettbewerbe (vier pro Geschlecht) im Taekwondo ausgetragen. Organisiert wurden die Wettbewerbe vom Taekwondo-Verband World Taekwondo.

## Bilanz

### Medaillenspiegel
| Platz  | Land               | Gold | Silber | Bronze | Gesamt |
| ------ | ------------------ | ---- | ------ | ------ | ------ |
| 1      | ROC                | 2    | 1      | 1      | 4      |
| 2      | Kroatien           | 1    | –      | 1      | 2      |
| 2      | Serbien            | 1    | –      | 1      | 2      |
| 4      | Italien            | 1    | –      | –      | 1      |
| 4      | Thailand           | 1    | –      | –      | 1      |
| 4      | Usbekistan         | 1    | –      | –      | 1      |
| 4      | Vereinigte Staaten | 1    | –      | –      | 1      |
| 8      | Großbritannien     | –    | 2      | 1      | 3      |
| 9      | Südkorea           | –    | 1      | 2      | 3      |
| 10     | Jordanien          | –    | 1      | –      | 1      |
| 10     | Nordmazedonien     | –    | 1      | –      | 1      |
| 10     | Spanien            | –    | 1      | –      | 1      |
| 10     | Tunesien           | –    | 1      | –      | 1      |
| 14     | Ägypten            | –    | –      | 2      | 2      |
| 14     | Türkei             | –    | –      | 2      | 2      |
| 16     | China              | –    | –      | 1      | 1      |
| 16     | Chinesisch Taipeh  | –    | –      | 1      | 1      |
| 16     | Elfenbeinküste     | –    | –      | 1      | 1      |
| 16     | Frankreich         | –    | –      | 1      | 1      |
| 16     | Israel             | –    | –      | 1      | 1      |
| 16     | Kuba               | –    | –      | 1      | 1      |
| Gesamt | Gesamt             | 8    | 8      | 16     | 32     |

### Medaillengewinner
Männer
| Disziplin                  | Gold                    | Silber                        | Bronze                                 |
| -------------------------- | ----------------------- | ----------------------------- | -------------------------------------- |
| Fliegengewicht (bis 58 kg) | Vito Dell’Aquila (ITA)  | Mohamed Khalil Jendoubi (TUN) | Michail Artamonow (ROC) Jang Jun (KOR) |
| Federgewicht (bis 68 kg)   | Ulugʻbek Rashitov (UZB) | Bradly Sinden (GBR)           | Hakan Reçber (TUR) Zhao Shuai (CHN)    |
| Mittelgewicht (bis 80 kg)  | Maxim Chramzow (ROC)    | Saleh Al-Sharabaty (JOR)      | Toni Kanaet (CRO) Seif Eissa (EGY)     |
| Schwergewicht (über 80 kg) | Wladislaw Larin (ROC)   | Dejan Georgievski (MKD)       | In Kyo-don (KOR) Rafael Alba (CUB)     |

Frauen
| Disziplin                  | Gold                         | Silber                | Bronze                                        |
| -------------------------- | ---------------------------- | --------------------- | --------------------------------------------- |
| Fliegengewicht (bis 49 kg) | Panipak Wongpattanakit (THA) | Adriana Cerezo (ESP)  | Avishag Semberg (ISR) Tijana Bogdanović (SRB) |
| Federgewicht (bis 57 kg)   | Anastasija Zolotic (USA)     | Tatjana Minina (ROC)  | Lo Chia-ling (TPE) Hatice Kübra İlgün (TUR)   |
| Mittelgewicht (bis 67 kg)  | Matea Jelić (CRO)            | Lauren Williams (GBR) | Ruth Gbagbi (CIV) Hedaya Malak (EGY)          |
| Schwergewicht (über 67 kg) | Milica Mandić (SRB)          | Lee Da-bin (KOR)      | Bianca Walkden (GBR) Althéa Laurin (FRA)      |

## Zeitplan
| Wettbewerbe              | Juli | Juli | Juli | Juli |
| Frauen                   | 24.  | 25.  | 26.  | 27.  |
| ------------------------ | ---- | ---- | ---- | ---- |
| Fliegengewicht bis 49 kg |      |      |      |      |
| Leichtgewicht bis 57 kg  |      |      |      |      |
| Mittelgewicht bis 67 kg  |      |      |      |      |
| Schwergewicht über 67 kg |      |      |      |      |
| Männer                   | 24.  | 25.  | 26.  | 27.  |
| Fliegengewicht bis 58 kg |      |      |      |      |
| Leichtgewicht bis 68 kg  |      |      |      |      |
| Mittelgewicht bis 80 kg  |      |      |      |      |
| Schwergewicht über 80 kg |      |      |      |      |

## Ergebnisse

### Männer

#### Fliegengewicht (bis 58 kg)
| Platz | Land | Athlet                  |
| ----- | ---- | ----------------------- |
| 1     | ITA  | Vito Dell’Aquila        |
| 2     | TUN  | Mohamed Khalil Jendoubi |
| 3     | ROC  | Michail Artamonow       |
| 3     | KOR  | Jang Jun                |
| 5     | ARG  | Lucas Guzmán            |
| 5     | HUN  | Omar Salim              |
| 7     | ETH  | Solomon Demse           |
| 7     | THA  | Ramnarong Sawekwiharee  |

#### Federgewicht (bis 68 kg)
| Platz | Land | Athlet             |
| ----- | ---- | ------------------ |
| 1     | UZB  | Ulugʻbek Rashitov  |
| 2     | GBR  | Bradly Sinden      |
| 3     | TUR  | Hakan Reçber       |
| 3     | CHN  | Zhao Shuai         |
| 5     | KOR  | Lee Dae-hoon       |
| 5     | BIH  | Nedžad Husić       |
| 7     | IRN  | Mirhashem Hosseini |
| 7     | NZL  | Tom Burns          |

#### Mittelgewicht (bis 80 kg)
| Platz | Land | Athlet             |
| ----- | ---- | ------------------ |
| 1     | ROC  | Maxim Chramzow     |
| 2     | JOR  | Saleh Al-Sharabaty |
| 3     | CRO  | Toni Kanaet        |
| 3     | EGY  | Seif Eissa         |
| 5     | UZB  | Nikita Rafalovich  |
| 5     | NOR  | Richard Ordemann   |
| 7     | BUR  | Faysal Sawadogo    |
| 7     | MAR  | Achraf Mahboubi    |

#### Schwergewicht (über 80 kg)
| Platz | Land | Athlet            |
| ----- | ---- | ----------------- |
| 1     | ROC  | Wladislaw Larin   |
| 2     | MKD  | Dejan Georgievski |
| 3     | KOR  | In Kyo-don        |
| 3     | CUB  | Rafael Alba       |
| 5     | CHN  | Sun Hongyi        |
| 5     | SLO  | Ivan Trajkovič    |
| 7     | CIV  | Seydou Gbané      |
| 7     | TGA  | Pita Taufatofua   |

### Frauen

#### Fliegengewicht (bis 49 kg)
| Platz | Land | Athletin               |
| ----- | ---- | ---------------------- |
| 1     | THA  | Panipak Wongpattanakit |
| 2     | ESP  | Adriana Cerezo         |
| 3     | ISR  | Avishag Semberg        |
| 3     | SRB  | Tijana Bogdanović      |
| 5     | TUR  | Rukiye Yıldırım        |
| 5     | JPN  | Miyu Yamada            |
| 7     | VIE  | Trương Thị Kim Tuyền   |
| 7     | CHN  | Wu Jingyu              |

#### Federgewicht (bis 57 kg)
| Platz | Land | Athletin            |
| ----- | ---- | ------------------- |
| 1     | USA  | Anastasija Zolotic  |
| 2     | ROC  | Tatjana Minina      |
| 3     | TPE  | Lo Chia-ling        |
| 3     | TUR  | Hatice Kübra İlgün  |
| 5     | NIG  | Tekiath Ben Yessouf |
| 5     | EOR  | Kimia Alisadeh      |
| 7     | GRE  | Fani Tzeli          |
| 7     | MAR  | Nada Laaraj         |

#### Mittelgewicht (bis 67 kg)
| Platz | Land | Athletin        |
| ----- | ---- | --------------- |
| 1     | CRO  | Matea Jelić     |
| 2     | GBR  | Lauren Williams |
| 3     | CIV  | Ruth Gbagbi     |
| 3     | EGY  | Hedaya Malak    |
| 5     | BRA  | Milena Titoneli |
| 5     | USA  | Paige McPherson |
| 7     | HAI  | Lauren Lee      |
| 7     | TGA  | Malia Paseka    |

#### Schwergewicht (über 67 kg)
| Platz | Land | Athletin             |
| ----- | ---- | -------------------- |
| 1     | SRB  | Milica Mandić        |
| 2     | KOR  | Lee Da-bin           |
| 3     | GBR  | Bianca Walkden       |
| 3     | FRA  | Althéa Laurin        |
| 5     | POL  | Aleksandra Kowalczuk |
| 5     | CIV  | Aminata Traoré       |
| 7     | DOM  | Katherine Rodríguez  |
| 7     | KEN  | Faith Ogallo         |

## Qualifikation
| Nation                       | Männer          | Männer        | Männer         | Männer         | Frauen          | Frauen        | Frauen         | Frauen         | Athleten |
| Nation                       | Fliegen-gewicht | Feder-gewicht | Mittel-gewicht | Schwer-gewicht | Fliegen-gewicht | Feder-gewicht | Mittel-gewicht | Schwer-gewicht | Athleten |
| ---------------------------- | --------------- | ------------- | -------------- | -------------- | --------------- | ------------- | -------------- | -------------- | -------- |
| Afghanistan                  |                 |               |                | X              |                 |               |                |                | 1        |
| Ägypten                      |                 | X             | X              |                | X               |               | X              |                | 4        |
| Argentinien                  | X               |               |                |                |                 |               |                |                | 1        |
| Aserbaidschan                |                 |               | X              |                |                 |               | X              |                | 2        |
| Äthiopien                    | X               |               |                |                |                 |               |                |                | 1        |
| Australien                   | X               |               | X              |                |                 | X             |                | X              | 4        |
| Belgien                      |                 | X             |                |                |                 |               |                |                | 1        |
| Bosnien und Herzegowina      |                 | X             |                |                |                 |               |                |                | 1        |
| Brasilien                    |                 | X             | X              |                |                 |               | X              |                | 3        |
| Burkina Faso                 |                 |               | X              |                |                 |               |                |                | 1        |
| Chile                        |                 |               |                |                |                 | X             |                |                | 1        |
| China                        |                 | X             |                | X              | X               | X             | X              | X              | 6        |
| Chinesisch Taipeh            |                 | X             | X              |                | X               | X             |                |                | 4        |
| Deutschland                  |                 |               |                | X              |                 |               |                |                | 1        |
| Dominikanische Republik      |                 | X             | X              |                |                 |               |                | X              | 3        |
| Elfenbeinküste               |                 |               | X              | X              |                 |               | X              | X              | 4        |
| Frankreich                   |                 |               |                |                |                 |               | X              | X              | 2        |
| Gabun                        |                 |               |                | X              |                 |               |                |                | 1        |
| Griechenland                 |                 |               |                |                |                 | X             |                |                | 1        |
| Großbritannien               |                 | X             |                | X              |                 | X             | X              | X              | 5        |
| Haiti                        |                 |               |                |                |                 |               | X              |                | 1        |
| Honduras                     |                 |               |                |                |                 |               |                | X              | 1        |
| Iran                         | X               | X             |                |                |                 | X             |                |                | 3        |
| Irland                       | X               |               |                |                |                 |               |                |                | 1        |
| Israel                       |                 |               |                |                | X               |               |                |                | 1        |
| Italien                      | X               |               | X              |                |                 |               |                |                | 2        |
| Japan                        | X               | X             |                |                | X               | X             |                |                | 4        |
| Jordanien                    |                 |               | X              |                |                 |               | X              |                | 2        |
| Kanada                       |                 |               |                |                | X               | X             |                |                | 2        |
| Kasachstan                   |                 |               |                | X              |                 |               |                | X              | 2        |
| Kenia                        |                 |               |                |                |                 |               |                | X              | 1        |
| Kolumbien                    | X               |               |                |                | X               |               |                |                | 2        |
| Demokratische Republik Kongo |                 |               |                |                |                 |               | X              |                | 1        |
| Kroatien                     |                 |               | X              | X              | X               |               | X              |                | 4        |
| Kuba                         |                 |               |                | X              |                 |               |                |                | 1        |
| Mali                         |                 | X             |                |                |                 |               |                |                | 1        |
| Marokko                      |                 |               | X              |                | X               | X             |                |                | 3        |
| Mexiko                       |                 |               |                | X              |                 |               |                | X              | 2        |
| Neuseeland                   |                 | X             |                |                |                 |               |                |                | 1        |
| Niederlande                  |                 |               |                |                |                 |               |                | X              | 1        |
| Niger                        |                 |               |                | X              |                 | X             |                |                | 2        |
| Nigeria                      |                 |               |                |                |                 |               | X              |                | 1        |
| Nordmazedonien               |                 |               |                | X              |                 |               |                |                | 1        |
| Norwegen                     |                 |               | X              |                |                 |               |                |                | 1        |
| Philippinen                  | X               |               |                |                |                 |               |                |                | 1        |
| Polen                        |                 |               |                |                |                 | X             |                | X              | 2        |
| Portugal                     | X               |               |                |                |                 |               |                |                | 1        |
| Puerto Rico                  |                 |               |                |                | X               |               |                |                | 1        |
| Refugee Olympic Team         |                 | X             |                |                |                 |               |                |                | 3        |
| ROC                          | X               |               | X              | X              |                 | X             |                |                | 4        |
| Serbien                      |                 |               |                |                | X               |               |                | X              | 2        |
| Slowenien                    |                 |               |                | X              |                 |               |                |                | 1        |
| Spanien                      | X               | X             | X              |                | X               |               |                |                | 4        |
| Südkorea                     | X               | X             |                | X              | X               | X             |                | X              | 6        |
| Thailand                     | X               |               |                |                | X               |               |                |                | 2        |
| Tonga                        |                 |               |                | X              |                 |               | X              |                | 2        |
| Tunesien                     | X               |               |                |                |                 |               |                |                | 1        |
| Türkei                       |                 | X             |                |                | X               | X             | X              | X              | 5        |
| Ungarn                       | X               |               |                |                |                 |               |                |                | 1        |
| Usbekistan                   |                 | X             | X              |                |                 |               | X              | X              | 4        |
| Vereinigte Staaten           |                 |               |                |                |                 | X             | X              |                | 2        |
| Vietnam                      |                 |               |                |                | X               |               |                |                | 1        |
| Gesamt: 62 NOKs              | 16              | 17            | 16             | 16             | 17              | 17            | 16             | 16             | 131      |